# Ngũ Chỉ Sơn (núi Việt Nam)
Ngũ Chỉ Sơn là tên của một dãy núi tọa lạc ở xã Ngũ Chỉ Sơn, thị xã Sa Pa, tỉnh Lào Cai. Được cho là dãy núi đẹp nhất vùng Tây Bắc, Ngũ Chỉ Sơn bao gồm 5 ngọn núi chính, chạy theo hướng Tây Bắc - Đông Nam.
Tên dãy núi Ngũ Chỉ Sơn còn được đặt tên cho một xã và một tuyến phố chính ở trung tâm thị xã Sa Pa.